# Qeqertat
Qeqertat (v inuktunu Qikiqtat) je malá vesnice v oblasti Qaanaaq v kraji Avannaata u severozápadního pobřeží Grónska. Nachází se přibližně 63 km na východ od Qaanaaqu na ostrově Harward. V roce 2017 tu žilo 26 obyvatel. Název osady znamená ostrovy.

## Počet obyvatel
Počet obyvatel Qeqertatu byl v posledních dvou desetiletích stabilní.